# Champions Cup and the Evert Cup 1994
Il Champions Cup and the Evert Cup 1993, conosciuto anche con il nome di Newsweek Champions Cup and the Evert Cup 1994 è stato un torneo di tennis giocato sul cemento. È stata la 21ª edizione del Torneo di Indian Wells, facente parte della categoria ATP Super 9 nell'ambito dell'ATP Tour 1994, e della Tier II nell'ambito del WTA Tour 1994. Sia il torneo maschile che quello femminile si sono giocati nell'impianto per il tennis del Grand Champions Hotel di Indian Wells, in California, dal 21 febbraio al 7 marzo 1994.

## Campioni

### Singolare maschile
Pete Sampras ha battuto in finale  Petr Korda con il punteggio di 4–6, 6–3, 3–6, 6–3, 6–2

### Singolare femminile
Steffi Graf ha battuto in finale  Amanda Coetzer con il punteggio di 6–0, 6–4

### Doppio maschile
Grant Connell /  Patrick Galbraith hanno battuto in finale  Byron Black /  Jonathan Stark con il punteggio di 3–6, 6–1, 7–6

### Doppio femminile
Lindsay Davenport /  Lisa Raymond hanno battuto in finale  Manon Bollegraf /  Helena Suková con il punteggio di 6–2, 6–4